# Rudgea parquioides
A Rudgea parquioides é um arbusto nativo do Brasil, ocorrendo no Bioma Mata Atlântica nas regiões Sudeste (São Paulo) e Sul (Paraná, Santa Catarina, Rio Grande do Sul)

## Referencias
1. ↑  Zappi, D. 2010. Rudgea in Lista de Espécies da Flora do Brasil. Jardim Botânico do Rio de Janeiro. (http://floradobrasil.jbrj.gov.br/2010/FB014263).